# Apericallia bilinearia
Apericallia bilinearia är en fjärilsart som beskrevs av John Henry Leech 1897. Apericallia bilinearia ingår i släktet Apericallia och familjen mätare. Inga underarter finns listade i Catalogue of Life.